# Kanton Issy-les-Moulineaux
Kanton Issy-les-Moulineaux is een kanton van het Franse departement Hauts-de-Seine. Het werd opgericht bij decreet van 24 februari 2014, met uitwerking in maart 2015.

Kanton Issy-les-Moulineaux maakt deel uit van het arrondissement Boulogne-Billancourt en telt 68451 inwoners in 2017. 

## Gemeenten
Het kanton Issy-les-Moulineaux omvat enkel de gemeente Issy-les-Moulineaux.